# Radovan
Radovan é uma comuna romena localizada no distrito de Dolj, na região de Oltênia. A comuna possui uma área de 49.35 km² e sua população era de 1323 habitantes segundo o censo de 2007.